# マルサネ＝ラ＝コート
マルサネ・ラ・コート（Marsannay-la-Côte）は、フランスのブルゴーニュ＝フランシュ＝コンテ地域圏コート・ドール県にある、人口5千人ほどの村である。

## 地理
県庁所在地のディジョンの中心街から南南西6kmのところにある。戦前は、人口が千人足らずの小さな村だったが、1960年代に、ディジョンのベッドタウンとして人口が急増した。

## ワイン
マルサネ・ラ・コート村は、北東に接する小郡庁舎のあるシュノーヴ村（人口1万6,454人）、西に接するジュヴレ・シャンベルタン小郡のクシェ村とともに、AOCマルサネのワイン生産地区になっている。
県内のワイン産地では最も北に位置し、赤と少量の白、それに、ブルゴーニュワインのなかでは唯一村名AOCとして認められているロゼ（ロゼはAOCマルサネ・ロゼとなる）を産する。
赤ワインはミディアムボディーで、ブルゴーニュの村名ワインのなかでは軽い味わいである。ロゼは、赤よりも条件の悪い畑で栽培されていることもあり、それほど優れたものではない。